# 石井坡駅
石井坡駅（せきせいは-えき）は、中華人民共和国重慶市沙坪垻区石井坡街道石井坡にある、重慶軌道交通1号線の駅で、駅番号は118である。

## 歴史
- 2014年9月28日 開業

## 駅構造
石井坡駅は相対式ホーム2面2線の高架駅である。
|          | 右側のドアが開く |      |   |        |
| 至朝天門 | ←                | 上り | ← |        |
|          | →                | 下り | → | 至璧山 |
|          | 右側のドアが開く |      |   |        |

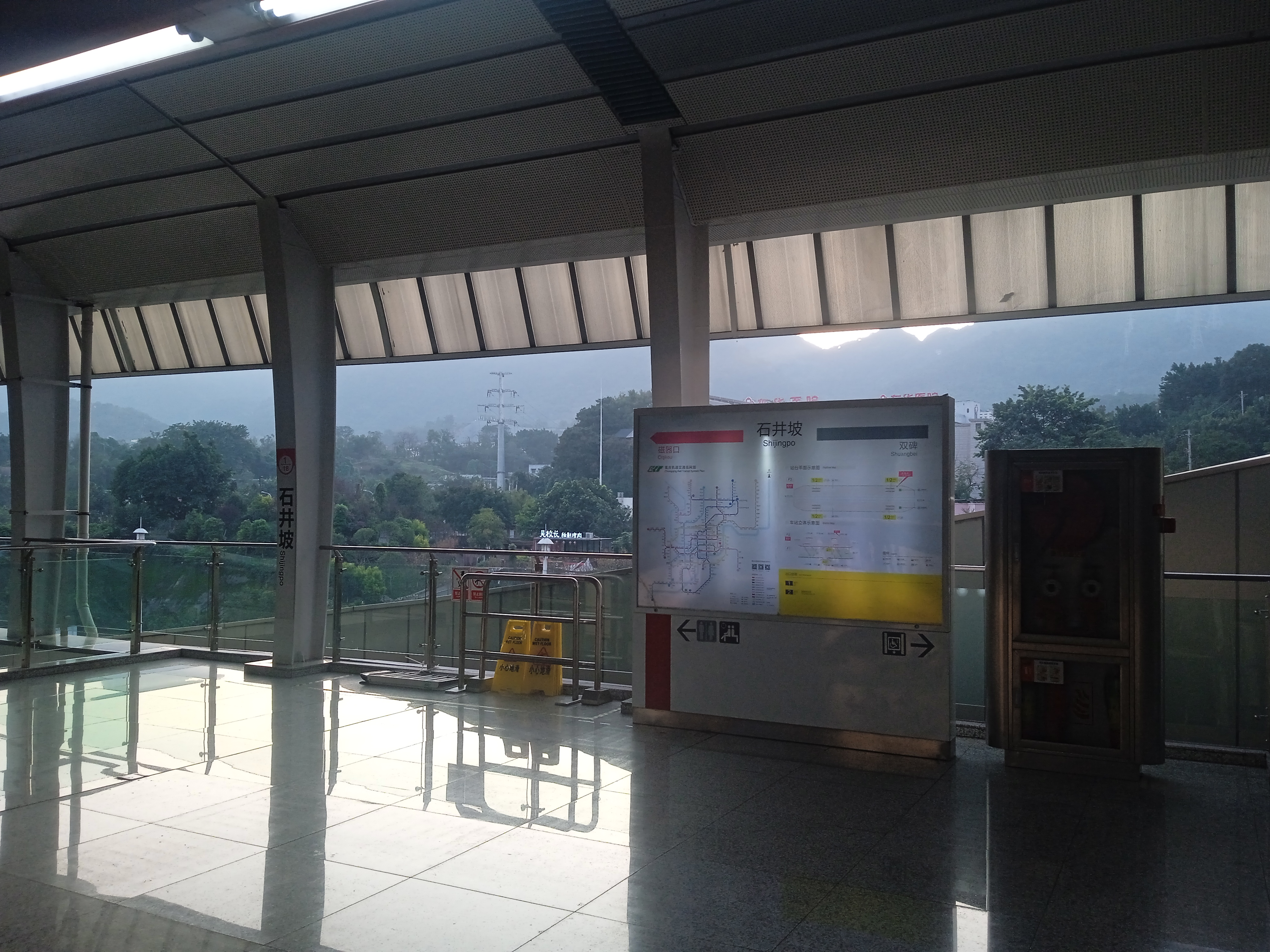
駅名標